# Ильинич, Иван

Герб Ильиничей «Корчак»

Ива́н Ильи́нич (Ива́шко; ок. 1440 — ок. 1490) — государственный и военный деятель Великого княжества Литовского, первый известный представитель рода Ильиничей герба «Корчак», староста волковысский, конюший витебский (1473), наместник дрохичинский (ок. 1475), витебский (1481), смоленский (1486—1490).

## Биография
Иван и его потомки назывались Ильиничами по имени их предка Ильи. Впервые имя Ивашка Ильинича встречается в хронике битвы с крестоносцами 18 сентября 1454 года под Хойницами.
Отличившемуся в сражении Ивашке Ильиничу за преданность и спасение в бою жизни королю польскому и великому князю литовскому Казимиру было пожаловано Волковысское староство, он был возведён в рыцари с вручением родового герба «Корчак». Вероятно, уже в молодости перешёл в католичество.
В 1473 году назначен конюшим Витебским. 
Около 1475 года занимал должность наместника Дрогичинского, в 1482 — Витебского.
В 1486—1490 годах был наместником Казимира в Смоленске.
В 1470 году сестра Ивана Барбара, будучи вдовой пана Олехны Давойны, передала брату имение своего покойного мужа Тарасов под Минском. В 1477 году Иван продал Тарасов писарю Ваське Любичу. 
В 1487 году обменял отцовское имение на государственное Чернавчицы в Берестейском повете.
Был женат на Анне Долгирдовне (возможно, вторым браком), вдове Юшки Гойцевича, дочери Довгирда. Запись под 1481 годом свидетельствует, что Анна передала мужу третью часть имения Лынтупы, Репухов и Волковичи, которые ей подарил её первый муж пан Юшко Гойцевич.
9 октября 1486 года Анна Довгирдовна выделили средства на содержание алтаря в своем костеле в Лынтупах, который был освящен епископом Андреем во имя Вознесения Найсвятейшей Девы Марии, святого Андрея и святого Юрия. Иван Ильинич также отписал костелу десятину зерна и огороднины со дворов своих Комарово и Марково.
Под конец жизни Иван Ильинич приобрёл местечко Мир в Новогродском повете.
По-видимому, Анна Довгирдовна пережила и второго своего мужа. В этом браке Ивашка Ильинич имел двух сыновей, от которых пошли две ветви рода Ильиничей:
- старший Николай Иванович (ок. 1470 — после 1500);
- младший Юрий Иванович (? — 1526);
- и дочь Анна, которая была замужем за Доброгостом Нарбутовичем.